# Sauber C35
La Sauber C35 è una vettura da Formula 1 realizzata dalla Sauber per prendere parte al campionato mondiale di Formula 1 2016.
La monoposto è stata presentata il 1º marzo 2016, presso il Circuito di Catalogna, a Barcellona.

## Piloti
| Piloti ufficiali   | Piloti ufficiali | Piloti ufficiali |
| Nazione            | Nome             | Numero           |
| ------------------ | ---------------- | ---------------- |
| Svezia (bandiera)  | Marcus Ericsson  | 9                |
| Brasile (bandiera) | Felipe Nasr      | 12               |

## La stagione
La vettura, per quanto affidabile, si dimostrò anche poco veloce, e sia Nasr che Ericsson furono relegati nella retrovie. Il difficile inizio di stagione culminò a Monaco nel quale i 2 piloti si eliminarono a vicenda dalla gara, dopo che Nasr aveva ignorato un ordine di scuderia, che gli intimava di lasciar passare Ericsson. Gli unici punti della stagione arrivarono in Brasile, dove Nasr, partito ultimo, grazie a vari incidenti dovuti alla pioggia, concluse nono, portando 2 punti alla Sauber, che poté così sorpassare la Manor nella classifica costruttori. Il team perciò, si piazzò decimo e penultimo in classifica, con soli 2 punti.

## Risultati F1
| Anno | Team           | Motore      | Gomme | Piloti   |     |    |    |    |    |     |    |    |    |     |    |     |     |     |    |     |    |    |    |     |    | Punti | Pos. |
| ---- | -------------- | ----------- | ----- | -------- | --- | -- | -- | -- | -- | --- | -- | -- | -- | --- | -- | --- | --- | --- | -- | --- | -- | -- | -- | --- | -- | ----- | ---- |
| 2016 | Sauber F1 Team | Ferrari 061 | P     | Ericsson | Rit | 12 | 16 | 14 | 12 | Rit | 15 | 17 | 15 | Rit | 20 | 18  | Rit | 16  | 17 | 12  | 15 | 14 | 11 | Rit | 15 | 2     | 10º  |
| 2016 | Sauber F1 Team | Ferrari 061 | P     | Nasr     | 15  | 14 | 20 | 16 | 14 | Rit | 18 | 12 | 13 | 15  | 17 | Rit | 17  | Rit | 13 | Rit | 19 | 15 | 15 | 9   | 16 | 2     | 10º  |